# FC Excélsior
El Club de Fútbol Excélsior es un equipo de fútbol mexicano que juega en la Segunda División de México. Tiene como sede la ciudad de Escobedo, Nuevo León.

## Nacimiento y campeonatos
En el año 1956, el propietario e ingeniero Federico Velásquez, junto con Carlos Juárez, fundaron el club FC Excélsior. En tan solo 6 años, lograron ganar su primer título nacional, el torneo de Segunda División de México, logrando grandes actuaciones, ya que, también en ese mismo año, lograrían el título de Campeón de Campeones, torneo extinto hasta la fecha. Después de 10 años, el club no lograr de acabar del todo bien, por lo cual tuvo que ser retirado de la Federación Mexicana de Fútbol.

### Renacimiento
En 2007, un grupo integrado por Alejandro Palacios Carrizal, César A. Tinoco, José de Jesús, Juan Carlos Chávez y el señor Víctor Manuel Lopez refundaron el Club Deportivo Excelsior de Nuevo León (que fue aceptada por la categoría de la Segunda División de México). El club se fundó sobre la base del Deportivo de Escobedo.

## Llegada de Yuka Gutierres
En la temporada Apertura 2011 llegan buenas actuaciones por parte del club, quedando en la nonagésima posición en la tabla, su mejor posición hasta es momento, ya que, en sus otras campañas, no habían sido del todo un buen equipo, quedando en penúltimo y últimos lugares. En la Clausura 2012 se logra la mejor campaña que ha tenido el club en la historia de los torneos cortos, con 32 puntos, siendo el Sub-Líder de la campaña, producto de 10 victorias, 2 empates, y 3 derrotas, siendo esta su mejor marca hasta ahora. El equipo se vio bien con Yuca y sus nuevos refuerzos, aunque iban como favoritos porque habían eliminado a Chivas Rayadas con facilidad, quedando en la ida 1-2 a favor y 5-0 en la vuelta, logrando pasar por un marcador de 7-1 en global. Lograrían avanzar a semifinales donde se toparían a Tampico-Madero que sería su más grande rival con los que caerían de manera humillante por un marcador de 4-1 a pesar de que Ngoyi adelantaba a los visitantes. Excelsior ganaría el partido de vuelta por un marcador de 2-1, pero no pudieron quitarle ese sabor que les dejaría Tampico-Madero siendo eliminados por un marcador global de 3-5.

### Plantilla Apertura 2012
| N.º | Nombre                  | Nacionalidad       | Posición | Edad    | Procedencia                    |
| --- | ----------------------- | ------------------ | -------- | ------- | ------------------------------ |
| 1   | Mario Mendieta          | Bandera de México  |          | 36 años | Cachorros de la UANL           |
| 2   | Carlos Vigil            | Bandera de México  |          | 31 años | cantera                        |
| 3   | Marcelo Mendieta        | Bandera de México  |          | 30 años | cantera                        |
| 4   | Antonio Fernandez       | Bandera de México  |          | 32 años | Vaqueros de Ixtlán             |
| 5   | Giovanni Montemayor     | Bandera de México  |          | 30 años | cantera                        |
| '6  | Orlando Ayala           | Bandera de México  |          | 30 años | cantera                        |
| 7   | Eduardo Herrera         | Bandera de México  |          | 32 años | Santos Casino                  |
| 8   | Felipe Anderson         | Bandera de Brasil  |          | 34 años | Santos FC                      |
| 9   | Granddi Ngoyi           | Bandera de Francia |          | 36 años | Football Club Nantes           |
| 10  | Zapata Gonzalez 2       | Bandera de México  |          | 30 años | cantera                        |
| 11  | Chino Rodriguez         | Bandera de México  |          | 29 años | Mérida FC                      |
| 12  | Omar Briseño            | Bandera de México  |          | 47 años | Dorados de Sinaloa             |
| 13  | Enrique Gutierrez       | Bandera de México  |          | 30 años | cantera                        |
| 43  | Luis A. Meléndez suarez | Bandera de México  |          | 15 años | cantera                        |
| 15  | Jesús de la Torre       | Bandera de México  |          | 34 años | cantera                        |
| 16  | Sergio Faz              | Bandera de México  |          | 37 años | Newcastle United Football Club |
| 17  | Brayan Ramírez          | Bandera de México  |          | 34 años | cantera                        |
| 20  | Adrian Gutiérrez        | Bandera de México  |          | 32 años | cantera                        |
| 22  | Mario Méndez            | Bandera de México  |          | 41 años | Club Irapuato                  |
| 23  | Javier Saavedra         | Bandera de México  |          | 51 años | Club Irapuato                  |
| 26  | Brayan Montemayor       | Bandera de México  |          | 29 años | cantera                        |
| 28  | Carlos Morales          | Bandera de México  |          | 45 años | Santos Laguna                  |
| 30  | Eduardo Rodriguez       | Bandera de México  |          | 28 años | cantera                        |

### Altas y bajas Apertura 2012
| Altas                 | Altas              | Altas    | Altas                          | Altas     |
| Jugador               | Nacionalidad       | Posición | Procedencia                    | Tipo      |
| --------------------- | ------------------ | -------- | ------------------------------ | --------- |
| Felipe Anderson       | Bandera de Brasil  |          | Santos Futebol Clube           | Traspaso. |
| Chino Rodriguez       | Bandera de México  |          | Mérida FC                      | Traspaso. |
| Omar Briceño          | Bandera de México  |          | Dorados de sinaloa             | Traspaso. |
| Mario Méndez          | Bandera de México  |          | Club Deportivo Irapuato        | Traspaso. |
| Carlos Adrian Morales | Bandera de México  |          | Santos Laguna                  | Préstamo. |
| Granddi Ngoyi         | Bandera de Francia |          | Football Club Nantes           | Préstamo. |
| Sergio Faz            | Bandera de México  |          | Newcastle United Football Club | Traspaso. |

| Bajas               | Bajas             | Bajas    | Bajas               | Bajas     |
| Jugador             | Nacionalidad      | Posición | Destino             | Tipo      |
| ------------------- | ----------------- | -------- | ------------------- | --------- |
| Milton Asael        | Bandera de México |          | Lobos BUAP          | Traspaso. |
| Brayan Ramírez      | Bandera de México |          | Dorados de sinaloa  | Traspaso. |
| Alfonso Torres Diaz | Bandera de México |          | Club Futbol La Raza | Traspaso. |

### Anotadores Históricos del Club
| Nombre          | Goles |
| --------------- | ----- |
| Gaspar Quintero | 48    |
| Andres Alvarez  | 34    |
| Zapata Gonzalez | 18    |
| Asael Cerrato   | 14    |
| Eduardo Herrera | 13    |
| Juan Carlos Jr  | 13    |

## Datos del club
- Temporadas en Primera División de México: 0.
- Campeón de Primera División: 0
- Mejor puesto en la liga:
- En torneos largos: Primer lugar (Temporada 1962-1963).
- En torneos cortos: Sub-líder (Clausura 2012).
- Peor puesto en la liga:
- En torneos largos: Penúltimo lugar (Temporada 1955-56).
- En torneos cortos: Penúltimo lugar (Apertura 2007).
- Más puntos en una temporada:
- En torneos largos: 55 (Temporada 1962-1963).
- En torneos cortos: 32 (Clausura 2012).
- Mayor número de goles marcados en una temporada:
- En torneos largos: 67 (Temporada 1962-1963).
- En torneos cortos: 38 (Clausura 2012).
- Mayor racha de partidos consecutivos ganados: 7 (Temporada 1962-63).
- Mayor racha de partidos consecutivos sin perder: 12 (Temporada 1962-63).
- Mayor racha de partidos consecutivos sin perder como local: 16 (Temporada 11-12 jornada 1 hasta Apertura 2011 jornada 15) Clausura 2012.
- Más victorias en un torneo: 19 victorias en 34 jornadas (Temporada 1962-1963).
- Menos empates en un torneo: 2 empates (Clausura 2012).
- Menos derrotas en un torneo: 3 derrotas (Clausura 2012).
- Mayor goleada conseguida:
- En torneos nacionales: FC Excélsior 7-0 Necaxa (Temporada 1962-63) y Albinegros de Orizaba 1-7 FC Excélsior (Clausura 2012) de la Segunda División).
- Mayor goleada recibida:En torneos nacionales: Veracruz 7 Excélsior 3 (Temporada 1955-56).

Asencos: 1 (Temporada 1962-1963).

## Palmarés

### Torneos nacionales
- Segunda División de México (1) 1962–1963
- Campeón de Campeones (1) 1963
- Torneo Sub-17 (1) 2011
- InterCopa de México (1) 2011

- Datos: Q5853915